# François de Calvo

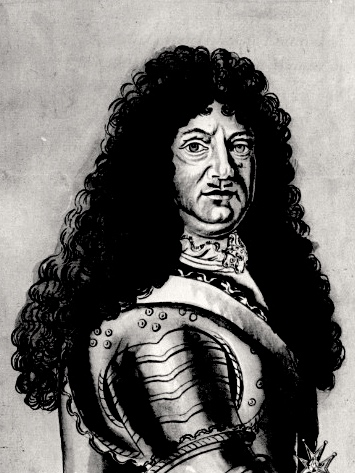
François de Calvo

François de Calvo (* 1625; † 29. Mai 1690 in Deinze) war ein französischer Offizier und Aristokrat.

## Leben
François de Calvo entstammte einer adeligen katalanischen Familie. Er entschied sich, der französischen Armee beizutreten, als der Aufstand der Schnitter in Katalonien tobte. Nach seiner Dienstzeit in der Infanterie ging er zur Kavallerie und wurde 1647 Colonel des Régiment d’Aguilar cavalerie.
Im Jahre 1674 wurde er zum Brigadier des armées du roi befördert. Der König ernannte ihn 1676 nach seiner unerschrockenen Verteidigung von Maastricht zum Lieutenant-Général. Er wurde 1688 kurz vor seinem Tod zum Ritter des Ordens vom Heiligen Geist ernannt.